# Спрингфилд (Вермонт)
Спрингфилд (енгл. Springfield) град је у округу Виндзор (engl. Windsor County), у америчкој држави Вермонт. По попису из 2000. године град има 9.078 становника, 3.886 домаћинстава и 2.498 породица. Основан је око 1761. године. Налази се у центру региона долине Присижон (енгл. Precision Valley), центру вермонтске индустрије.

## Географија
Спрингфилд се налази на надморској висини од 162 m. Према Бироу за попис становништва Сједињених Држава, град има укупну површину од 128,1 km², од чега 127,7 km² је земљиште и 0,4 km² (0,30%) је вода. Омеђен је на истоку реком Конектикат, а воде из Спрингфилда одводе се Црном реком, која протиче директно кроз центар града. Град укључује село Норт Спрингфилд.

## Историја
Током Другог светског рата, спрингфилдска производња машинских алатки била је од толиког значаја за америчке ратне напоре да је америчка влада сврстала Спрингфилд (заједно са компанијом Cone Automatic Machine Company из оближњег Виндзора) као седму најважнију мету бомбардовања у земљи.
Спрингфилд у Вермонту је био изабран међу 14 истоимених америчких градова који су се пријавили на конкурс за град у коме ће се одржати премијера првог филма о Симпсоновима. Премијера је одржана 21. јула 2007. године.

## Демографија
По попису из 2010. године број становника је 3.979, што је 41 (1,0%) становника више него 2000. године.
|                   | 2010.          | 2000.          |
| Укупно            | 3 979 (100,0%) | 3 938 (100,0%) |
| Белци             | 3 775 (94,87%) | 3 782 (96,04%) |
| Остали            | 88 (2,212%)    | 48 (1,219%)    |
| Хиспаноамериканци | 61 (1,533%)    | 46 (1,168%)    |
| Азијати           | 32 (0,804%)    | 47 (1,193%)    |
| Афроамериканци    | 23 (0,578%)    | 15 (0,381%)    |